# 공격성 섬유종증
공격성 섬유종증(aggressive fibromatosis)은 데스모이드 종양에 의해 드물게 나타난다. 데스모이드 종양은 섬유아세포라고 불리는 세포에서 발생하는 종양이다. 섬유아세포는 온몸에서 발견되며, 골격을 지탱하고 폐, 간, 혈관, 심장, 신장, 피부, 장 등과 같은 중요 기관을 보호하는 것이 섬유아세포의 주기능이다. 그리고 상처를 치유하는 결정적 역할도 한다. 섬유아세포가 변이를 일으키면 암처럼 될 수 있고, 데스모이드 종양이 된다.(데스모이드 종양은 공격성 섬유종증으로도 알려짐) 이것은 실질적으로 몸의 어느 부위에서나 생길 수 있다. 데스모이드 종양이 흔히 30대 여성들에게 발생하지만, 남녀 노소를 불문하고 발생한다. 데스모이드 종양은 느리게 자라는 경우도 있고 굉장히 공격적인 경우도 있다. 이것은 전이 가능성 없이 천천히 자라며 근육과 건막에 연관된 종양이다. 그러나 공격성 섬유종증은 국소적으로 공격적이다. 공격적인 경우에 이것은 치명적일수 있고, 심지어 중요 장기(장, 간, 폐, 혈관, 신경 등)를 압박하는 경우 죽는다. 대부분의 경우 산발적이지만 일부는 가족성 선종성 용종증familial adenomatous polyposis (FAP)과 연관이 있다. 대장외 특징을 가지는 종류의 FAP인 가드너 증후군Gardner's syndrome을 가진 사람의 대략 10%는 데스모이드 종양을 가지고 있다.
역사적으로 이 종양은 낮은 등급 low-grade의 섬유육종fibrosarcoma과 유사하다. 하지만 국소적으로 매우 공격적이고, 완전하게 절제한 경우에도 재발할 정도로 재발하는 경향이 있다. 수술이력이 있는경우 재발하는 경향이 있다. ; 한 연구에서는, 데스모이드 종양 환자의 2/3가 이전에 복부 수술 이력이 있었다.
여성을 포함하는 FAP 환자들 중 데스모이드 종양의 위험 인자는 3' APC mutation, 가족력, 그리고 복부 수술 이력이다.

## 분류
데스모이드 종양은 복강외, 복부, 복강내(FAP 환자에게 더욱 일반적)로 분류된다. 병변은 에스트로겐 수치 또는 외상이나 수술과 관련되어 있다고 생각된다.
3' APC 변이는 FAP환자들 중에서 복강내 데스모이드 생성에 가장 중요한 위험 인자이다. 수술전 복벽 데스모이드 소견을 가진 FAP환자들은 수술후 복강내 데스모이드가 생길 높은 위험에 처해있다.
가슴 부분의 데스모이드 종양은 드물다. 신체검사, 유방조영술, 흉부 초음파에서 유방암처럼 보일 수 있다. 국소적으로 침습성일 수 있다. 산발적으로 발생함에도 불구하고, 가드너 증후군의 일부로 볼 수도 있다. 유방암으로 가장한 데스모이드 종양과 같은 희소성 병변 발견을 위해서는 높은 수준의 의심과 철저한 3자 검사 프로토콜이 필요하다. 특히 영상 진단이 활실하지 않고, 더욱 나쁜 진단을 제안하는 경우에 흉부 데스모이드 종양은 진단이 어렵다.

## 치료
치료는 관찰과 대기, 완전한 수술적 제거, 방사선 치료, 항에스트로겐제(예. Tamoxifen), 비스테로이드성 항염증제NSAIDs, 항암주사chemotherapy, 표적항암제(넥사바, 수텐, 글리벡) 또는 극초단파 제거술 등으로 구성될 수 있다.
데스모이드 종양을 가진 환자는 외과, 종양내과, 방사선과, 유전학과, 간호학과 등으로 다양하게 구성된 의료진의 통합진료가 필요하다. 아직까지 데스모이드 종양의 치료제는 없고, 임상 실험이 가능한 환자들은 임상 실험에 등록하는 것이 장려되기도 한다.
생검은 종양의 성격을 결정하는 정교한 방법으로 항상 알려져있다. 이러한 병변의 관리는 복잡하며 FAP 관련 질환의 재발률이 높다는 것이 주된 문제이다. 반대로, FAP의 증거가 없는 복강 내 섬유종증의 경우, 국소 증상에 광범위한 수술이 여전히 필요할 수 있지만, 재발 위험은 낮아 보인다. 뚜렷한 마진을 남기면서 넓게 광범위한 수술적 절제 방사선, 화학 요법, 호르몬 요법 등과 병행하는 명확한 마진을 가진 넓은 수술적 절제술은 재발 위험을 줄이기 위해 사용되는 가장 널리 시행되는 기술이다.
현재 글리벡(Imatinib)과 넥사바(sorafenib)를 이용해서 데스모이드 종양을 치료하는 실험 연구가 진행되었고, 유망한 성공률을 보였다. 2020년 현재Nirogacestat 을 이용한 임상실험이 진행 중이다. 본 종양의 치료를 주목적으로 임상실험이 진행되는 최초의 약제이다. 미국 식품의약국 FDA는 Nirogacestat의 1상, 2상 실험결과를 토대로 breakthrough designation로 승인하여 후속연구에 박차를 기하고 있다.